# Gekkan Comic Ryū
Gekkan Comic Ryū (月刊 Comic リュウ?  Comic Ryū mensual) es una revista antológica seinen de manga y anime publicada por Tokuma Shoten.

## Lanzamiento
La publicación comenzó el 19 de noviembre de 2006. La primera edición incluyó una OVA exclusiva en formato DVD de Onna Tachiguishi-Retsuden, dirigida por Mamoru Oshii.
La revista publica varios manga por entregas como Kerberos & Tachiguishi de Mamoru Oshii publicado desde 2006. También se publica la continuación de Bio Diver Xenon (重機甲兵ゼノン) de Masaomi Kanzaki, popular durante los años 1990. La publicación en serie más destacada es probablemente Legend of the Galactic Heroes de Yoshiki Tanaka.
De forma inusual, Monthly Comic Ryū fue lanzada como una revista dirigida y recomendada a lectores mayores de 30 años.

## Lista de mangaka y series publicadas en Monthly Comic Ryu
- Dreambuster (ドリームバスター) Masahiko Nakahira y Miyuki Miyabe
- Loup-garou (ルー＝ガルー) Higuchi Akihiko y Natsuhiko Kyogoku
- Xenon Masaomi Kanzaki
- Revive! Koichi Igarashi
- MM Little Morning (MMリトルモーニング/青空にとおく酒浸り) Kōichirō Yasunaga
- Kerberos & Tachiguishi (ケルベロス×立喰師　腹腹時計の少女) Mamoru Sugiura y Mamoru Oshii
- Hinagiku jyunshin onna gakuen (ひなぎく純真女学園) Keiko Fukuyama
- Yuru Yul nya!! (ゆるユルにゃー!!) Funi Koishikawa
- Norui oku shimai (のろい屋しまい) Hirarin
- Tsubame: you bamari shojo kikou (つばめ～陽だまり少女紀行) Noriyuki Matsumoto
- Legend of the Galactic Heroes (銀河英雄伝説) Yoshiki Tanaka y Katsumi Michihara
- Omoide emanon (おもいでエマノン) Shinji Kajio y Kenji Tsuruta
- Mitsume no yumeji (三つ目の夢二) Eiji Ootsuka y Subzero Kizaki
- Uruwashi jima yunu monogatari (麗島夢譚) Yoshikazu Yasuhiko
- Regina (レジーナ) ex Shoko Yoshinaka
- Yanagihana: Yupha no daichi (柳花 ~ユファの大地~) Harutoshi Fukui y Wosamu Kine
- Koha kasugai no amanattou (子はカスガイの甘納豆) Shinpei Itou